# AT 2021lwx
Pour les articles homonymes, voir Barbie.
AT 2021lwx, aussi désignée ZTF20abrbeie et surnommée de ce fait Barbie ou Scary Barbie,, est, en 2023, la plus grande explosion cosmique jamais enregistrée,,.
L'évènement est détecté pour la première fois en 2020. L'enregistrement est effectué de façon automatique dans une base de données par le Zwicky Transient Facility et passe dans un premier temps inaperçu, restant inutilisé dans la base de données,,. Il est ensuite remarqué par l'Université de Southampton, au Royaume-Uni, qui a lancé à un algorithme de recherche de supernova dans la base de données. Philip Wiseman, astrophysicien, dirige alors une étude qui sera publiée dans la revue Monthly Notices of the Royal Astronomical Society le 12 mai 2023,.
L'analyse de la lumière montre qu'elle a mis huit milliards d'années pour parvenir sur Terre. L'explosion est une boule d'énergie ayant cent fois la taille du système solaire. Il s'agit de l'explosion la plus large jamais enregistrée. Le titre d'explosion la plus lumineuse reste toujours détenu par le sursaut gamma GRB 221009A.
L'explication du phénomène reste en questionnement. En effet, une supernova, c'est-à-dire une étoile qui explose en fin de vie, aurait dû générer une luminosité dix fois moindre. Quant à un événement de rupture par effet de marée, qui se déroule lorsqu'une étoile est déchirée par l'attraction d'un trou noir dont elle s'est trop rapprochée, il aurait dû générer une luminosité trois fois moindre. Le niveau de luminosité correspond à celui d'un quasar, autrement dit un trou noir supermassif. Mais un quasar a une lumière qui scintille, alors que la lumière de AT 2021lwx est apparue soudainement en 2020. Philip Wiseman et son équipe formulent alors une théorie explicative : il pourrait s'agir d'un nuage gigantesque de gaz, d'une taille équivalant à celle de 5 000 soleils, qui serait absorbé par un trou noir supermassif. Le problème avec cette théorie est qu'en principe les trous noirs supermassifs se trouvent au centre des galaxies, et qu'il n'existe pas de galaxie à l'endroit du phénomène observé.